# سیاست اقتصادی دونالد ترامپ
سیاست اقتصادی دونالد ترامپ شامل بالا بردن تعرفه‌ها، کاهش مالیات، برچیدن قانون اصلاح وال‌استریت و حفاظت مصرف‌کننده (موسوم به قانون داد- فرانک)، لغو لایحه حفاظت از بیمار و مراقبت مقرون به صرفه و مخالفت با حق برخورداری از تأمین اجتماعی و سلامت‌همگانی است. ترامپ برنامه اقتصادی خود را در تاریخ ۸ اوت ۲۰۱۶ با تأکید بر بازنگری در قوانین مالیاتی اعلام کرد. وی در برنامه‌های اقتصادی خویش، آمریکایی سازی را مقدم بر جهانی‌ساز عنوان کرد.
وی هم‌چنین در کارزار انتخاباتی وعده داد که به محض در دست گرفتن دولت، بسیاری از مقررات دست و پاگیر دولتی را متوقف خواهد کرد.

## نمای کلی

### طرح اقتصادی اولیه
در زمینه مالیات بر درآمد، ترامپ پیشنهاد تبدیل مالیات ۷ پلکانی (از ۱۰٪ تا ۳۹٪) به ۳ پلکانی شامل ۱۰٪، ۲۰٪ و ۲۵٪ را ارائه کرد. وی هم‌چنین کاهش مالیات شرکت‌ها و بنگاه‌های اقتصادی به ۱۵٪ را یکی از رئوس برنامه‌ها و اولویت‌های اقتصادی خویش عنوان کرد.

### رشد اقتصادی
اعضای کارزار انتخاباتی ترامپ مدعی بودند که ترکیبی از قوانین و سیاست‌های مبتنی بر کاهش مالیات بر درآمد، آزادسازی، حمایت از تولید داخلی، و سرمایه‌گذاری در زیرساخت به طور قابل توجهی به افزایش رشد اقتصادی و ایجاد شغل منجر خواهد شد.